# Speicher (Niederlungwitz)

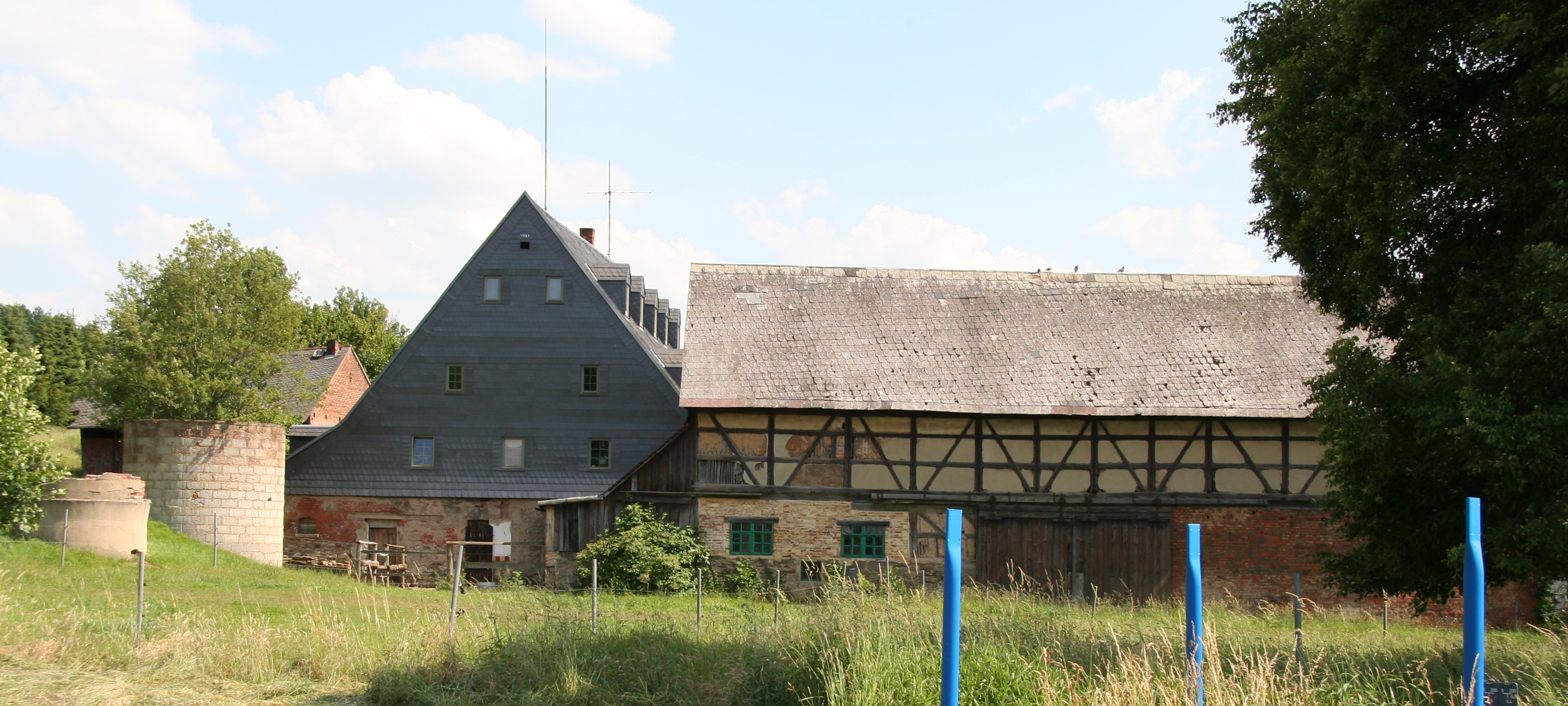
Vierseithof, Zum Vierseithof 16, Nordwestansicht

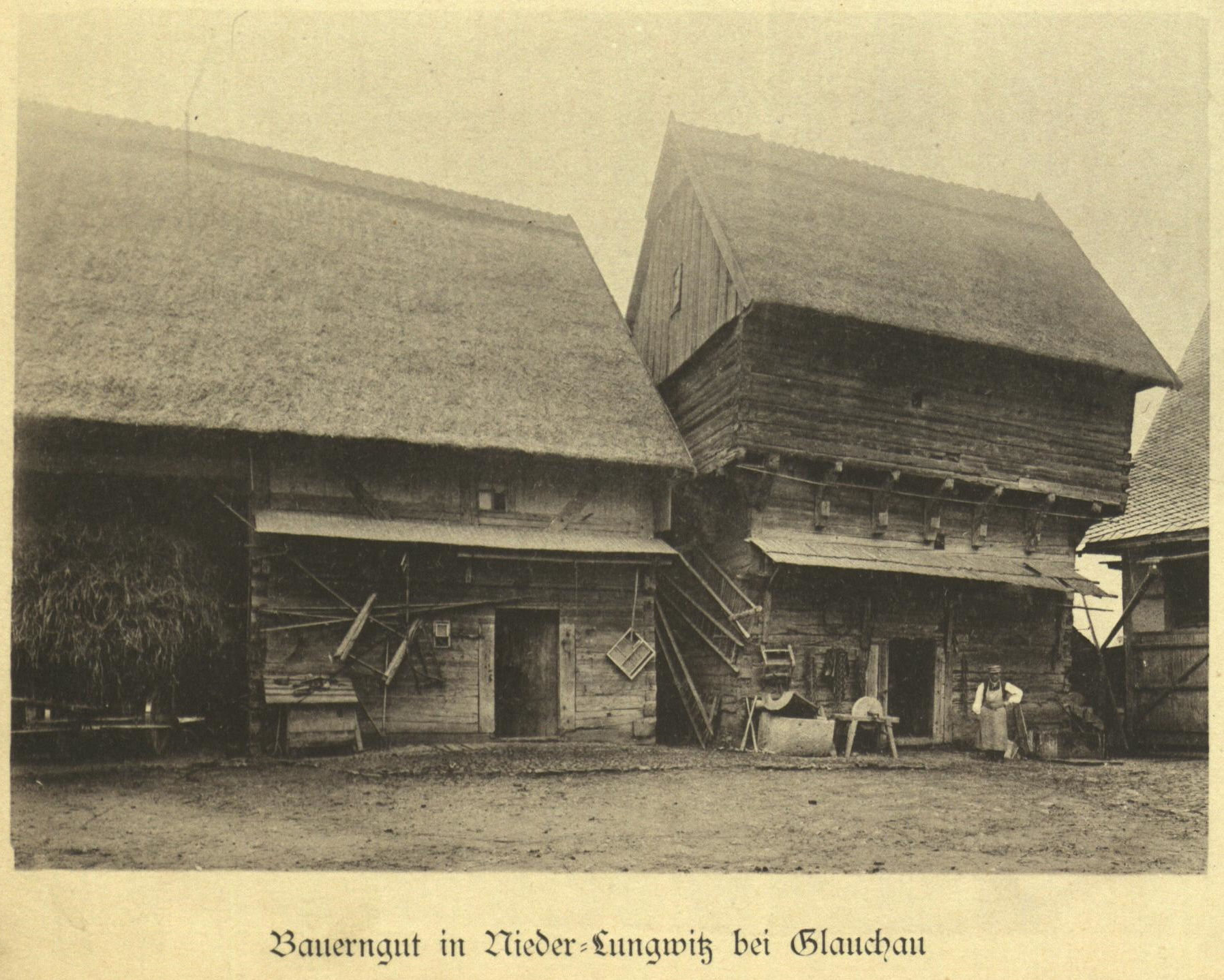
Rechts: Speicher von 1492, Foto um 1896 (der Speicher ist auch heute noch so erhalten)

Der Speicher in Glauchau-Niederlungwitz ist ein unter Denkmalschutz stehendes Bauwerk als Teil eines bäuerlichen Vierseithofes.
Der an der Straße „Zum Vierseithof 16“ gelegene dreigeschossige Holzbohlen-Bau wurde 1492 in spätgotischen Formen errichtet und ist als einziger überkommener sächsischer Speicher in Holzblockbauweise von herausragender architekturgeschichtlicher Bedeutung. Er ist das westliche der zwei „Scheunen“ an der Südostseite des Vierseithofes. Zusammen mit dem ebenfalls denkmalgeschützten Vierseithof in Fachwerkbauweise mit Wohn- und Wirtschaftsgebäuden aus dem beginnenden 17. und 18. Jahrhundert bildet er ein bemerkenswertes Ensemble bäuerlichen Bauens.